# 中国人寿保険
中国人寿保険（ちゅうごくにんじゅうほけん、英文社名 : China Life Insurance Company）は、中華人民共和国の北京市西城区に本社を置く生命保険会社である。それまでの中国人寿保険公司を集団会社に再編して2003年7月に設立された。中国の四大保険グループの一つである。2007年に香港証券取引所と上海証券取引所に、その後ニューヨーク証券取引所（NYSE: LFC）にも上場した。

## 概説
2010年の同社の収入は、保険収入総額3588億元であり、そのうち生命保険による収入は3476億元である。同社の生命保険収入は、中国の生命保険市場全体の32パーセントに相当する。